# Mon valet et moi
 (mai 2025).
Motif : Faible notoriété dans l'ensemble de ce roman.
- Archive Wikiwix
- Bing
- Cairn
- DuckDuckGo
- E. Universalis
- Gallica
- Google
- G. Books
- G. News
- G. Scholar
- Persée
- Qwant
- (zh) Baidu
- (ru) Yandex
- (wd) trouver des œuvres sur Wikidata

| 1. | Préciser le motif de la pose du bandeau. | Précisez le motif de la pose du bandeau en utilisant la syntaxe suivante : {{admissibilité à vérifier\|date=mai 2025\|motif=remplacez ce texte par le motif}}                         |
| 2. | Informer les utilisateurs concernés.     | Pensez à avertir le créateur de l'article, par exemple, en insérant le code ci-dessous sur sa page de discussion : {{subst:avertissement admissibilité à vérifier\|Mon valet et moi}} |

Mon valet et moi est un texte court d’Hervé Guibert paru aux Éditions du Seuil en 1991, quelques mois avant sa mort. L’auteur atteint du sida et très affaibli par la maladie évoque sa déchéance physique et les questions relatives à la fin de vie : héritage, détachement de la vie matérielle. Il situe son roman en 2036, qui aurait été l’année de ses 80 ans.

## Commentaires
Le livre est dédié à Christine, la compagne de son amant Thierry. Hervé Guibert l’a épousée en 1989, probablement pour assurer l’avenir des enfants de son amant également atteint par la maladie,. C’était le choix de la raison, de la confiance. Elle était la plus à même de prendre soin de son œuvre après sa mort. Mais un autre amant, Vincent, jeune, volage, drogué, partageait la vie de l’auteur. Le texte se place dans l’hypothèse romancée où l’auteur aurait fait le choix de finir sa vie en sa compagnie et explore la voie de la déraison d’un homme mourant, sans héritier. Le valet est décrit comme violent, brutal, mais, qualité essentielle aux yeux de l’auteur, il est source d’inspiration.
En renouvelant un procédé littéraire classique, l’introduction du valet en éclairage du maître, Hervé Guibert dévoile les multiples facettes d’une relation en miroirs : double jeu, le je est un jeu, mon valet est moi. 